# 2. Deutsche Volleyball-Bundesliga (Frauen)
Die 2. Volleyball-Bundesliga der Frauen ist die dritthöchste (bis 2023 zweithöchste) Spielklasse im deutschen Volleyball der Frauen.

## Geschichte
In diesem Wettbewerb wird seit 1976 in zwei Ligen (Nord und Süd) gespielt, es gibt eine Spielrunde mit Hin- und Rückspiel. Die jeweils erstplatzierte Mannschaft (Meister) dieser Staffeln steigt in die 2. Bundesliga Pro (bis 2023 in die 1. Bundesliga) auf, die jeweils beiden letztplatzierten Mannschaften steigen in die Dritten Ligen ab. Bei vermehrtem Abstieg aus der 2. Bundesliga Pro in dieselbe Staffel der 2. Bundesligen kann es zu einem zusätzlichen Absteiger kommen.
Die Meister der vier Dritten Ligen steigen in die 2. Bundesligen auf. Falls in der 2. Bundesliga mehr Plätze frei sind oder der Meister der Dritten Liga auf den Aufstieg verzichtet, können auch der Zweit- und Drittplatzierte der Dritten Liga aufsteigen.
Ab 2023 wurde eine zwischen der Bundesliga und der 2. Bundesliga angesiedelte 2. Volleyball-Bundesliga Pro eingeführt.

## Bisherige Meister
|        | Nord                    | Süd                           |
| ------ | ----------------------- | ----------------------------- |
| 1977   | Dürener TV              | TG Rüsselsheim                |
| 1978   | Hamburger SV            | SV Lohhof                     |
| 1979   | Post SV Köln            | ESV Neuaubing                 |
| 1980   | Hamburger SV            | SG/JDZ Feuerbach              |
| 1981   | VC Telstar Bochum       | TSV Vilsbiburg                |
| 1982   | VfL Oythe               | TuS Stuttgart                 |
| 1983   | TSV Rudow Berlin        | TG Viktoria Augsburg          |
| 1984   | 1. VC Schwerte          | TG Rüsselsheim                |
| 1985   | TSV Rudow Berlin        | SV Ettlingen                  |
| 1986   | 1. VC Schwerte          | Orplid Darmstadt              |
| 1987   | SC Langenhorn           | TSV Ottobrunn                 |
| 1988   | TV Hörde                | TSV Schmiden                  |
| 1989   | Hamburger SV            | VC Straubing                  |
| 1990   | VG Alstertal-Harksheide | TSG Tübingen                  |
| 1991   | TSV Bayer 04 Leverkusen | TV Creglingen                 |
| 1992   | SG Rupenhorn Berlin     | VC Straubing                  |
| 1993   | 1. VC Hamburg           | TV Creglingen                 |
| 1994   | TSV Bayer 04 Leverkusen | DJK Karbach                   |
| 1995   | 1. VC Vechta            | TV Metternich                 |
| 1996   | TvdB Bremen             | TV Dingolfing                 |
| 1997   | TV Fischbek Hamburg     | Dresdner SC                   |
| 1998   | TvdB Bremen             | TV Wetzlar                    |
| 1999   | TV Fischbek Hamburg     | SSV Ulm                       |
| 2000   | SCU Emlichheim          | VF Bayern Lohhof              |
| 2001   | TV Fischbek Hamburg     | Rote Raben Vilsbiburg         |
| 2002   | USC Braunschweig        | VC Harlekin Augsburg          |
| 2003   | SCU Emlichheim          | VfB Suhl                      |
| 2004   | VC Olympia Berlin       | 1. VC Wiesbaden               |
| 2005   | Köpenicker SC Berlin    | VC Muldental Grimma           |
| 2006   | TSV Spandau Berlin      | SV Lohhof                     |
| 2007   | SC Potsdam              | TSV Sonthofen                 |
| 2008   | Alemannia Aachen        | Allianz Volley Stuttgart      |
| 2009   | SC Potsdam              | SV Sinsheim                   |
| 2010   | TSV Bayer 04 Leverkusen | SWE Volley-Team               |
| 2011   | TSV Bayer 04 Leverkusen | SV Lohhof                     |
| 2012   | VT Aurubis Hamburg II   | VV Grimma                     |
| 2013   | TSV Bayer 04 Leverkusen | VV Grimma                     |
| 2014   | VC Olympia Berlin       | NawaRo Straubing              |
| 2015   | VfL Oythe               | NawaRo Straubing              |
| 2016   | TSV Bayer 04 Leverkusen | VC Offenburg                  |
| 2017   | DSHS SnowTrex Köln      | AllgäuStrom Volleys Sonthofen |
| 2018   | DSHS SnowTrex Köln      | VC Offenburg                  |
| 2019   | Skurios Volleys Borken  | VC Offenburg                  |
| 2020 * | kein Meister            | kein Meister                  |
| 2021   | TSV Bayer 04 Leverkusen | VC Neuwied 77                 |
| 2022   | Skurios Volleys Borken  | TV Dingolfing                 |
| 2023   | Stralsunder Wildcats    | TV Dingolfing                 |
| 2024   | VfL Oythe               | Rote Raben Vilsbiburg II      |
| 2025   | SCU Emlichheim          | TV Planegg-Krailling          |